# Ace of Angels
Ace of Angels è il primo album in studio del gruppo musicale femminile sudcoreano AOA, pubblicato il 14 ottobre 2015.

## Tracce
1. Oh Boy
2. Heart Attack (versione giapponese)
3. Elvis (versione giapponese)
4. Joa Yo! (versione giapponese)
5. Luv Me (versione giapponese)
6. Short Hair (versione giapponese)
7. Lemon Slush
8. Like a Cat (versione giapponese)
9. You Know That (versione giapponese)
10. Stay with Me
11. Miniskirt (versione giapponese)